# Kaplica św. Mikołaja w Żonqor
Kaplica świętego Mikołaja (malt. Il-Kappella ta' San Nikola or ta' San Niklaw, ang. Chapel of Saint Nicholas), czasem znana jako Tas-Subriċint – rzymskokatolicka kaplica, stojąca na terenie Żonqor, pomiędzy Marsaskalą a Żabbar na Malcie. Oryginalna kaplica poświęcona św. Mikołajowi istniała na tym miejscu od co najmniej początków XVI wieku, lecz w XVII wieku została desakralizowana. Istniejący budynek powstał w latach 1759–1762 w stylu barokowym. Współcześnie kaplica znajduje się w granicach administracyjnych Marsaskali, lecz zarządzana jest przez parafię Żabbar.

## Historia
Dokumenty notarialne z początków XVI wieku sugerują, że na terenie Żonqor istniała kaplica poświęcona świętemu Mikołajowi. Kaplica ta podlegała parafii św. Katarzyny w Żejtun, stała na gruncie należącym do niejakiego Salvu Burlò. W roku 1575 była wizytowana przez biskupa Pietro Dusinę, który znalazł kaplicę z ołtarzem, nieozdobioną i bez drzwi. Burlò został zobowiązany do zamontowania drewnianych drzwi.
Kaplica nie była dobrze utrzymywana, nie była regularnie użytkowana, co poskutkowało jej zdesakralizowaniem przez biskupa Miguela Camarasę 25 marca 1659 roku, i powtórnie w roku 1666 przez biskupa Lorenzo D’Astiria. Jednak była wciąż używana przez kilka następnych lat, w końcu będąc zdesakralizowaną po raz trzeci przez biskupa Miguela de Molinę 25 marca 1679.

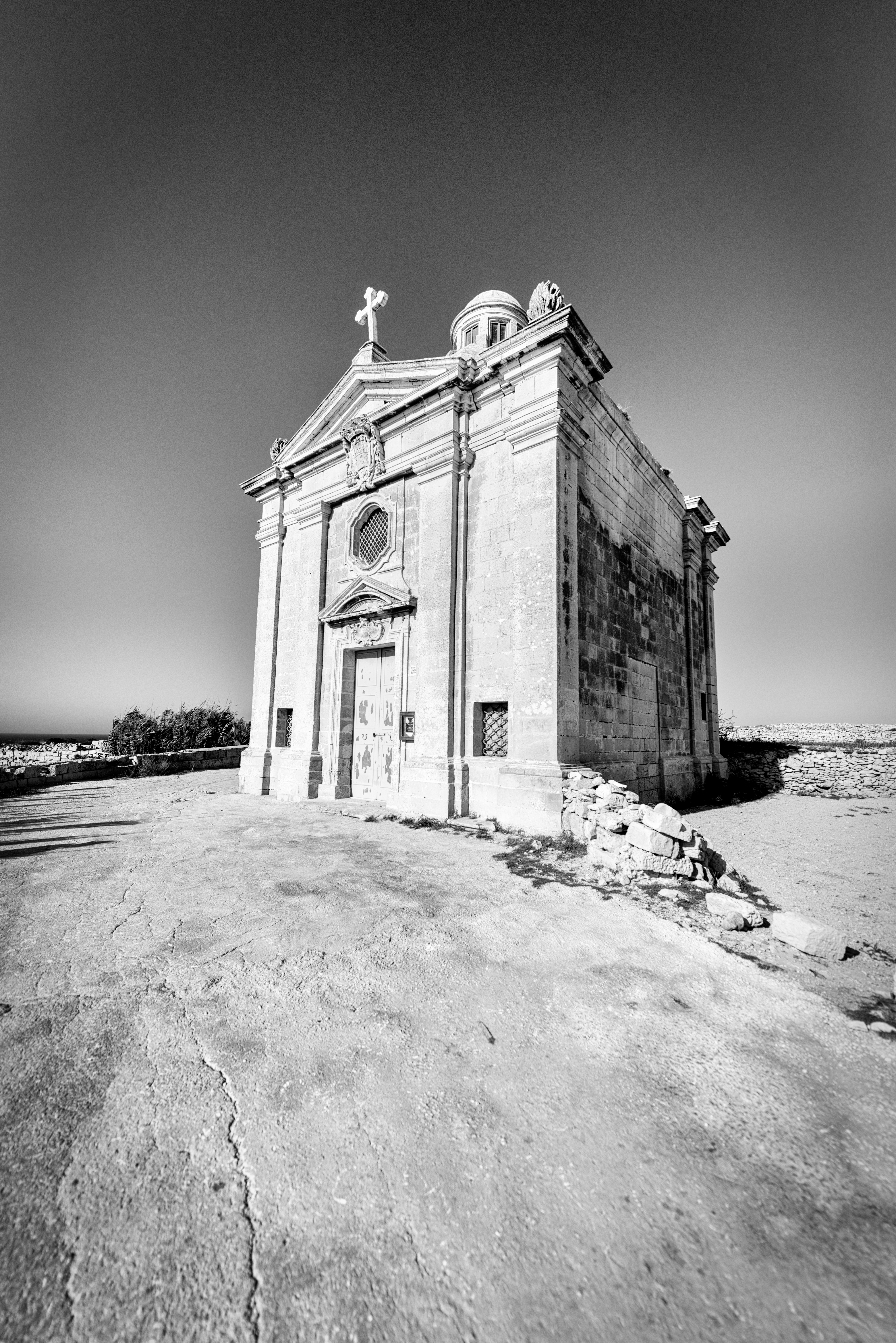
Czarno-białe zdjęcie kaplicy

Istniejąca kaplica zbudowana została przez prawnika Giovanniego Battistę Azzopardi Barbarę, aby wypełnić wolę jego ojca, Giana Francesco. Kamień węgielny położony został
10 lipca 1759 roku przez prałata Giovanniego Marię Azzopardi Castellettiego. Budowę zakończono w ciągu trzech lat, kaplicę konsekrowano w roku 1762. Kaplica zbudowana została przypuszczalnie, aby służyć potrzebom religijnym okolicznych rolników; jest również znana jako Tas-Subriċint. W pewnym czasie koło wejścia do kaplicy umieszczona została tabliczka z inskrypcją non gode l'immunita ecclesias, oznaczająca, że kaplica nie jest sanktuarium gwarantującym nietykalność.
Budynek kaplicy został uszkodzony podczas II wojny światowej, w listopadzie 1945 roku uszkodzenia zostały naprawione. Przez jakiś czas kaplica była używana przez członków Society of Christian Doctrine w Żabbar jako miejsce rekolekcyjne.
Współcześnie kaplica znajduje się w granicach administracyjnych Marsaskali, lecz jest częścią parafii Żabbar. Budynek jest otwarty w piątki wieczorem na różaniec lub adorację; msza święta odbywa się tutaj raz w miesiącu. 
Kaplica umieszczona jest na liście National Inventory of the Cultural Property of the Maltese Islands. Jest ona omyłkowo umieszczona na liście dwukrotnie, pod nr 1741 oraz 2102, odpowiednio w Marsaskali i Żabbar. Na tym drugim miejscu faktycznie znajduje się betonowe stanowisko ogniowe (pillbox) z okresu II wojny światowej.

## Architektura

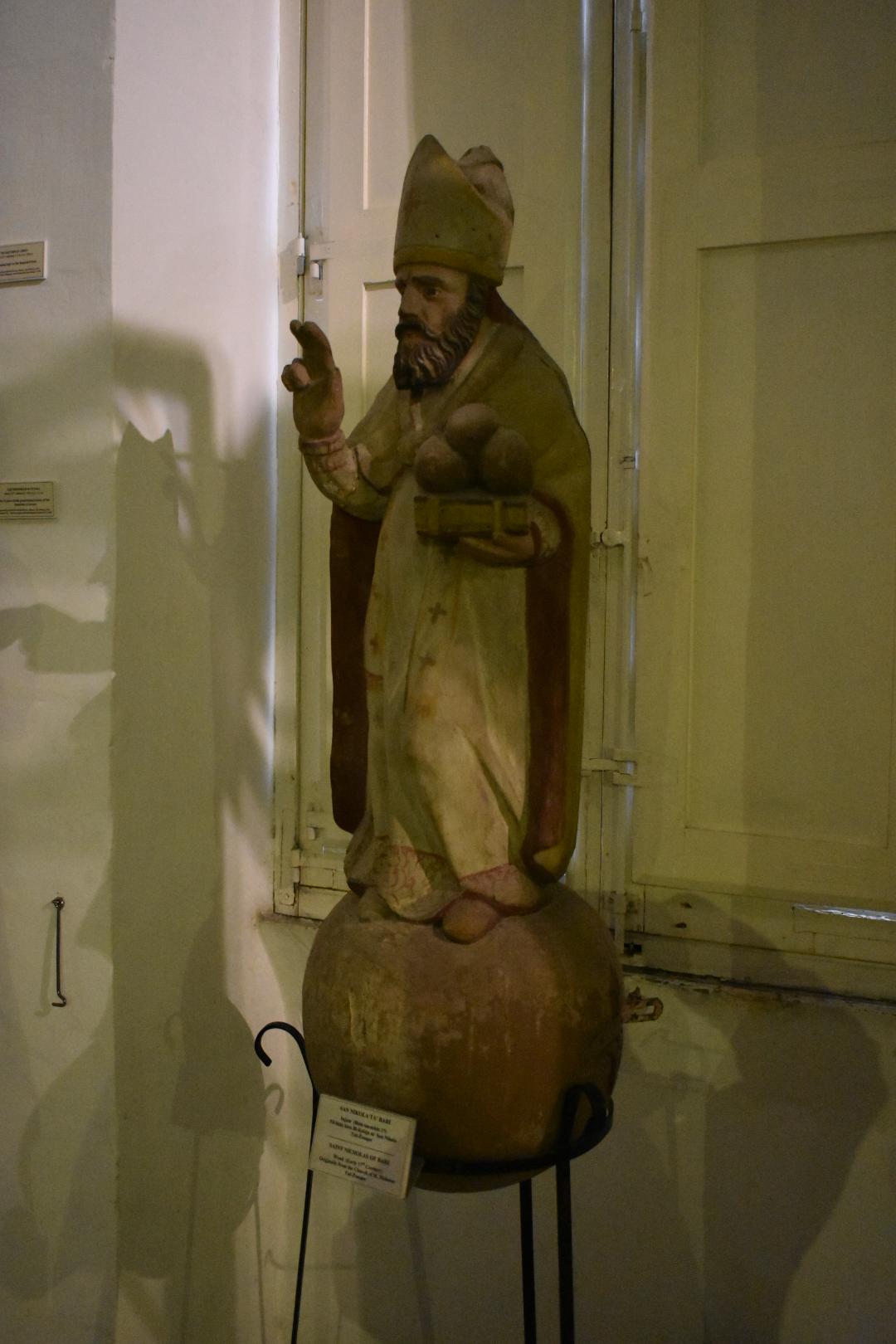
Drewniana figura św. Mikołaja, dziś w Muzeum Sanktuarium w Żabbar

Kaplica zbudowana została w stylu barokowym, materiałem był lokalny wapień. Ma kształt prostokąta, posiada niewielką cylindryczną kopułę z latarnią. Fasada zawiera główny portal, otoczony z każdego boku przez parę pilastrów stojących na cokołach. Wejście umieszczone jest w środkowym segmencie, jest ozdobione modelowanym profilem i zwieńczone frontonem. Okno doświetlające kaplicę umieszczono ponad drzwiami. Szerokie belkowanie zwieńczone gzymsem biegnie wzdłuż całej fasady, a inny trójkątny fronton wieńczy centralny segment. 
Poniżej górnego frontonu znajduje się tarcza herbowa biskupa Bartolomé Rulla, zwieńczona herbem Wielkiego Mistrza Manuela Pinto. Ponad wejściem umieszczona jest tablica z łacińską inskrypcją, upamiętniającą ukończenie budowy kaplicy, dłuższa inskrypcja, opisująca przebieg budowy znajduje się wewnątrz kaplicy.

## Dzieła sztuki
Retabulum kaplicy przedstawia św. Mikołaja w stroju biskupim, jego wykonanie przypisywane jest Mattia Pretiemu. Oryginalny obraz znajduje się w Muzeum Sanktuarium w Żabbar, zaś w kaplicy umieszczona jest kopia, pędzla Michaela Mifsuda.
Mała drewniana figura św. Mikołaja w XVII wieku została przeniesiona ze starej kaplicy do Sanktuarium w Żabbar, lecz została umieszczony w nowej kaplicy, kiedy tylko ta została ukończona. W końcu przeniesiono statuę do Muzeum Sanktuarium w Żabbar, zaś w kaplicy znajduje się inna figura świętego.